# 184-я стрелковая дивизия (2-го формирования)
184-я стрелковая дивизия, (184 сд), 4-я Крымская стрелковая дивизия пограничных войск НКВД — стрелковое соединение (стрелковая дивизия) РККА Вооружённых Сил СССР в годы Великой Отечественной войны, воевала в составе 51-й армий, участвовала в Крымской оборонительной операции.

## История

### Формирование
Дивизия сформирована 17 августа (по другим данным 20 августа) 1941 года в Ялте в Крыму как 4-я Крымская стрелковая дивизия ВВ НКВД на базе погранчастей Крыма, частей, прибывших из Одессы и 26-го пограничного отряда. Имела в составе 262-й (майор Рубцов), 294-й (майор Мартыненок), 297-й сп (майор Панарин), 616-й ап.
Управление погранвойск округа было переименовано в управление 4-й стрелковой дивизии, штаб — Симферополь. Командиром дивизии назначен— начальник войск округа комбриг Киселев, военкомом — полковой комиссар Родионов, начальником штаба — полковник Абрамов и военкомом штаба — батальонный комиссар Кальченко. 3-й стрелковый полк— на базе 23-й отдельной погранкомендатуры, командир полка — майор Рубцов, военком — ст. политрук Тилинин, начальник штаба — капитан Кочетков. Полк получал участок от мыса Айя до исключительно Аюдаг, штаб полка — Алупка. 6-й стрелковый полк — на базе 24-й погранкомендатуры, командир полка — майор Мартыненок, военком — полковой комиссар Ермаков, начальник штаба — капитан Кашин; полк получал участок Аюдаг, исключительно Новый Свет; штаб полка — Алушта. 9-й стрелковый полк — на базе 25-й погранкомендатуры, командир полка — майор Панарин, военком — ст. политрук Молоснов, начальник штаба — капитан Лебеденко; полк получал участок Новый Свет, Судак; штаб полка — Судак.
В дивизию были переданы 3000 человек личного состава из числа призванных в Крыму из запаса по мобилизации. Дивизия имела неполный штат и весьма слабый состав, особенно не хватало артиллерии, в её рядах было около 5 тыс. бойцов. 10 октября 1941 получила общевойсковую нумерацию как 184-я стрелковая дивизия.
Вместе с Приморской армией в октябре эвакуировался в Крым Одесский погранотряд, принимавший активное участие в обороне Одессы. Дивизия получила обстрелянное пополнение, способное укрепить её боеспособность.

### Крымская оборонительная операция
29 октября 1941 года в связи с прорывом врага через Перекоп в дивизию поступил приказ выступить форсированным маршем и к 12 часам 30 октября закрепиться на рубеже Секизек — балка Чонграв — севернее города Карасубазар. Справа заняла оборону 320-я (ранее 1-я Крымская) стрелковая дивизия 51-й армии, левее — 421-я сд Приморской армии, прибывшая из Одессы. 1 ноября дивизия отошла на новый рубеж: Карасубазар, Александровка, Розенталь, Мазанка. 1 ноября выдвигавшиеся части выяснили, что деревня Мазанка занята противником. Атакой немцы были выбиты из Мазанки. Утром 2 ноября после артподготовки противник начал наступление на 294-й стрелковый полк со стороны Карасубазара на высоту 275,4 и Александровку и со стороны Старого Бурача — на деревню Розенталь. Первая атака пехоты противника была отражена. Повторной атакой, поддержанной сильным артогнем и танками, противнику удалось занять высоту 275,4 и Александровку. Оборонявшийся здесь батальон отошел и закрепился на рубеже Ени-Сарай, Аргин.
Связи со штабом армии не было. Боеприпасы расходовались, а их пополнения не было. Продовольствие не поступало, бойцы питались за счет местных ресурсов. Утром 3 ноября противник после сильной артподготовки снова начал наступать. Батальон 294-го стрелкового полка, оборонявшийся южнее Розенталя, понеся большие потери от огня артиллерии и пехоты противника, отступил и задержался на высотах севернее Койнаута. В бой вступил 297-й стрелковый полк, находившийся во втором эшелоне дивизии. Рано утром 4 ноября противник начал наступление на 262-й стрелковый полк. Наступление поддерживалось сильным огнем артиллерии. К 11.00 противнику удалось занять Верхние Фундуклы и Мазанку. Он начал продвижение на Петрово, стараясь обойти с тыла Нейзац. Избегая окружения, 262-й стрелковый полк отошел на высоты севернее Тау-Кипчак, на которых закрепился. 294-й и 297-й стрелковые полки на рубеже Баксан — Бураган успешно отразили две атаки пехоты противника, нанеся ему потери.
Однако противнику удалось обойти части дивизии прикрывавшей горные проходы и занять Алушту. Части дивизии были вынуждены прорываться к отходящей Приморской армии по горным тропам по маршруту: южный скат высоты Чатырдаг, высота 480,3 и дальше по дороге на Ялту. В горах бойцы пробивались отдельными группами, В. Л. Абрамов вспоминает: «На горе к нам подползли два партизана из отряда Павлюка, которые сказали, что они вышли встречать командира пограничной дивизии полковника Абрамова. Узнав, что это мы и есть, партизаны пригласили нас на базу, где нас ждет командир Севастопольского отряда Павлюк. В третий раз нас приглашают в гости, и в первые два раза мы нарвались на немцев. Свои опасения высказали партизанам, которые заверили нас, что у них этого не будет. Один партизан пошел с адъютантом в отряд, чтобы проводить его в лес ближе к Алсу, а со вторым отправились мы».
До 24 ноября 1941 года на Севастополь вышло из состава 184-й стрелковой дивизии 959 человек, в основном пограничников. Все они прибыли с личным оружием. Из остатков дивизии был сформирован сводный пограничный полк, командиром которого был назначен майор Г. А. Рубцов.
Период нахождения дивизии в составе действующей армии: 10.10.1941 — 20.12.1941.

## В составе[6]
| На дату                 | Фронт | Армия        | Корпус |
| 10.10.1941 — 30.10.1941 |       | 51-я армия   |        |
| 01.11.1941 — 20.12.1941 |       | войска Крыма |        |
| ----------------------- | ----- | ------------ | ------ |

## Командование
Командир дивизии:
- полковник В. Л. Абрамов  17.08.1941 - 05.12.1941

Начальник штаба:
- майор Серебряков[2].

## Состав
На 10 октября 1941 — 20 декабря 1941:
- 262-й стрелковый полк,
- 294-й стрелковый полк,
- 297-й стрелковый полк,
- 616-й артиллерийский полк,
- 7-й отдельный зенитный артиллерийский дивизион,
- 92-я разведывательная рота,
- 303-й саперный батальон,
- 314-й отдельный батальон связи,
- 76-й медико-санитарный батальон,
- 32-я автотранспортная рота,
- 340-я полевая хлебопекарня,
- 1837-я полевая почтовая станция.

## Память
Памятный знак на месте боев пограничников в селе Мазанка Симферопольского района был открыт в 1967 году, в мае 1975 года памятник заменен. Обелиск в виде многогранного шпиля, увенчанного пятиконечной звездой, установлен на высоком двухступенчатом постаменте. На лицевой стороне, нижней ступени, постамента установлена мемориальная доска с текстом: «Слава героям - пограничникам 184 стрелковой дивизии, погибшим в боях с немецко-фашистскими захватчиками в ноябре 1941 года». Площадка вокруг памятного знака вымощена бетонными плитами, территория ограждена и озеленена.
Памятник является объектом культурного наследия регионального значения.  Объект культурного наследия народов РФ регионального значения. Рег. № 911710856140005 (ЕГРОКН)

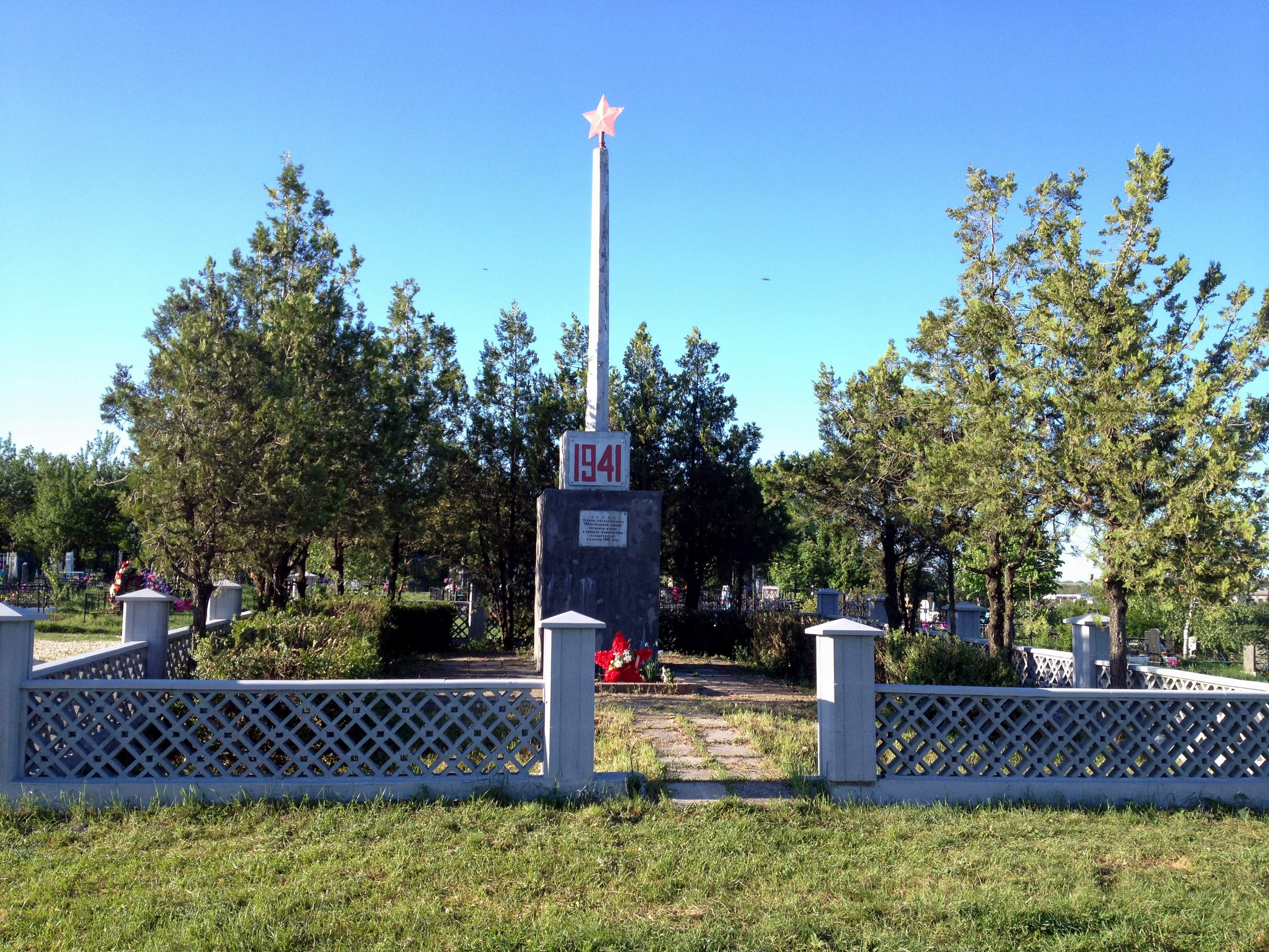
Памятный знак на месте боев пограничников 184-й сд
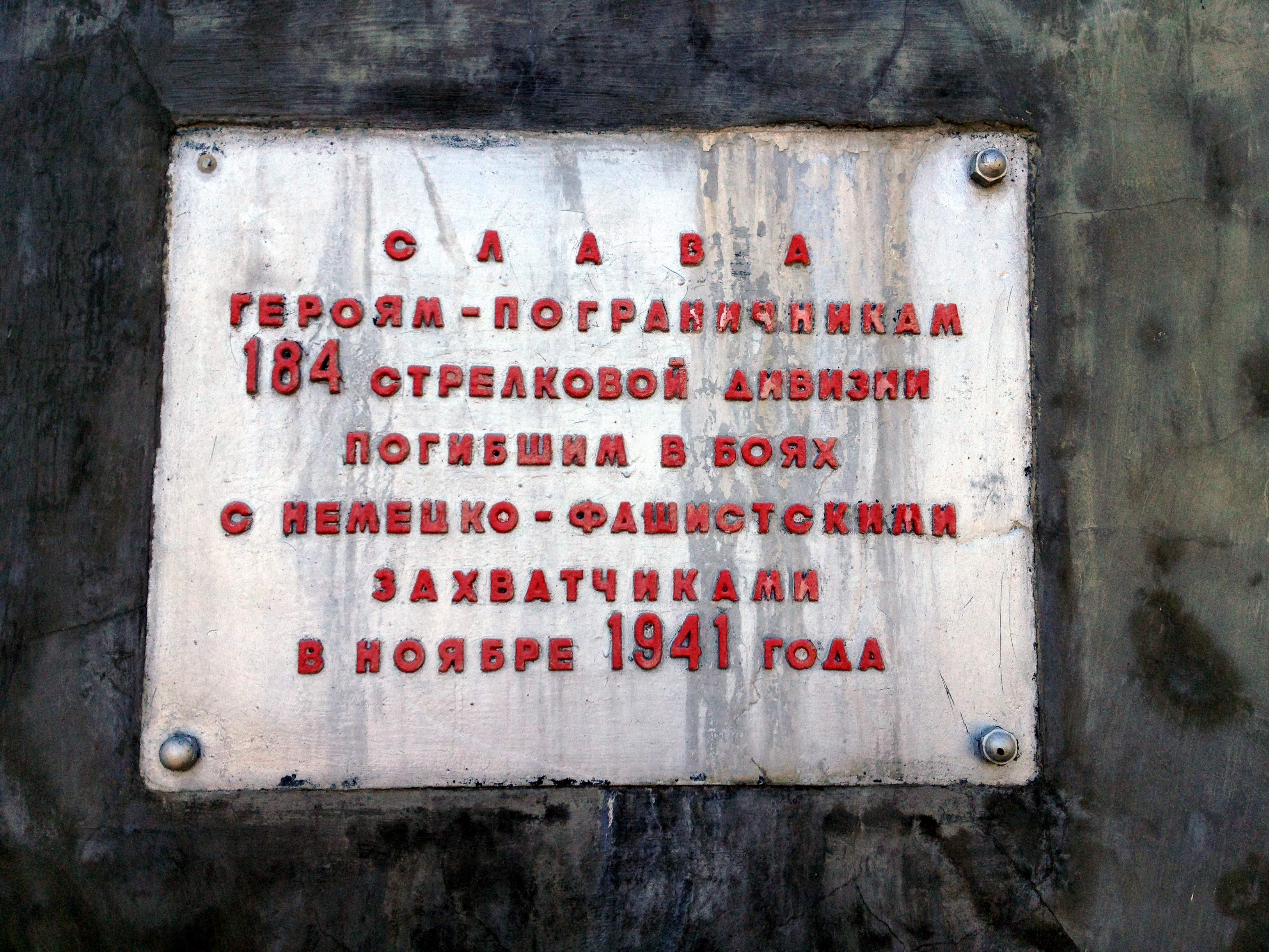
Табличка